# SAVE
SAVE est un programme européen visant à améliorer l'efficacité énergétique et réduire ainsi l'impact environnemental de la consommation d'énergie dans les transports, l'industrie, le commerce et le secteur domestique. Il joue un rôle clé dans la réponse de l'Union européenne au protocole de Kyoto.